# Totò, apôtre et martyr
Pour plus de détails, voir Fiche technique et Distribution.
Totò, apôtre et martyr (San Giovanni decollato) est une comédie italienne réalisée par Amleto Palermi et Giorgio Bianchi et sortie en 1940.
Le film est librement adapté de la comédie du même nom de l'auteur dialectal sicilien Nino Martoglio, déjà transposée — à l'époque du muet — dans un film du même nom (it) avec Angelo Musco.
San Giovanni decollato (litt. « Jean le Baptiste décapité ») ou la tête de Saint Jean Baptiste sur un plateau, est un motif religieux courant depuis le Moyen Âge, parodié sur l'affiche du film.

## Synopsis
Mastro Agostino Miciacio est un concierge et cordonnier napolitain qui vénère un tableau représentant l'image de saint Jean-Baptiste décapité. Agostino a l'habitude de parler à l'image sacrée et de garder une lampe à huile allumée près de l'image en signe de dévotion. Chaque nuit, cependant, l'huile disparaît. La dévotion du concierge est telle qu'il va jusqu'à organiser des fêtes qui, par leur bruit, lui attirent les foudres des voisins et de sa famille ; il est jugé puis acquitté car il est jugé mentalement instable.
Le guappo Don Peppino voudrait forcer Agostino à marier sa fille Serafina et Orazio, un allumeur de réverbères sous sa protection : mais Serafina refuse catégoriquement et — avec son amant — s'enfuit chez ses grands-parents dans la ville de Montebello Siculo, dans la province de Messine. Ils sont rejoints par Agostino et sa femme Concetta, et pendant le mariage des deux jeunes gens, Agostino chasse Don Peppino, découvrant qu'il était bien le voleur d'huile de la lampe de saint Jean-Baptiste.
La famille est enfin réconciliée et réunie sous l'image du saint, qui va jusqu'à accorder à Agostino, bien que temporairement, la « grâce » de rendre muette la pétulante Concetta.

## Fiche technique
- Titre italien original : San Giovanni decollato[1]
- Titre français : Totò, apôtre et martyr[2]
- Réalisateur : Amleto Palermi, Giorgio Bianchi
- Scénario : Amleto Palermi, Aldo Vergano, Cesare Zavattini d'après la pièce de théâtre homonyme de Nino Martoglio
- Photographie : Fernando Risi (it)
- Montage : Duilio Lucarelli (it)
- Musique : Cesare A. Bixio, Alexandre Derevitsky (it), Armando Fragna (it)
- Décors : Piero Filippone, Vittorio Valentini
- Costumes : Fernanda Di Bari
- Production : Liborio Capitani
- Société de production : Capitani Film
- Pays de production :  Royaume d'Italie
- Langue originale : italien
- Format : Noir et blanc - 1,37:1 - Son mono - 35 mm
- Durée : 84 minutes
- Genre : Comédie
- Dates de sortie :
  - Royaume d'Italie : 12 décembre 1940
  - France : 16 décembre 1981[2]

## Distribution
- Totò : Agostino Miciacio
- Titina De Filippo : Concetta
- Silvana Jachino : Serafina
- Franco Coop : Don Raffaele
- Osvaldo Genazzani : Giorgio Maria Santapaola
- Bella Starace Sainati : grand-mère Provvidenza
- Tommaso Marcellini : grand-père de Don Benedetto
- Eduardo Passarelli : Orazio l'allumeur de réverbères
- Augusto Di Giovanni : Don Peppino Esposito
- Mario Siletti : Teodoro Cupis
- Giacomo Almirante : préteur
- Oreste Bilancia : témoin au procès
- Peppino Villani : locataire du mandat
- Peppino Spadaro : maître Vincenzo
- Grazia Spadaro : Rosalia
- Dina Romano : donna Filomena
- Renato Chiantoni : avocat de la défense
- Gorella Gori : témoin au procès
- Edmondo Starace : greffier
- Vincenzo Fummo : locataire
- Mario Ersanilli : petit homme à la barbe blanche
- Emilio Petacci : Procureur Lanzetti
- Raffaele Balsamo : locataire de l'immeuble
- Liliana De Curtis : petite fille collectant des chaussures
- Luigi Almirante : Renato